# Saint-Martin-des-Noyers
Saint-Martin-des-Noyers là một xã ở tỉnh Vendée trong vùng Pays de la Loire, Pháp. Xã này có diện tích 41,74 kilômét vuông, dân số năm 2006 là 2152 người. Xã này nằm ở khu vực có độ cao trung bình 90 mét trên mực nước biển.
Danh xưng dân địa phương trong tiếng Pháp là Martinoyens.

## Biến động dân số
| Năm | 1962  | 1968  | 1975  | 1982  | 1990  | 1999  | 2006  |
| --- | ----- | ----- | ----- | ----- | ----- | ----- | ----- |
| Dân số | 1 639 | 1 655 | 1 769 | 1 867 | 1 953 | 2 003 | 2 152 |
| From the year 1962 on: No double counting—residents of multiple communes (e.g. students and military personnel) are counted only once. |       |       |       |       |       |       |       |